# Musaespora
Musaespora  is een geslacht van korstmossen dat behoort tot de familie Trypetheliaceae. De typesoort is Musaespora corticola.

## Soorten
Volgens Index Fungorum bevat het geslacht twee soorten (peildatum maart 2022):
| Soortnaam                 | Auteur(s)        | Publicatiejaar |
| ------------------------- | ---------------- | -------------- |
| Musaespora corticola      | Aptroot & Sipman | 1993           |
| Musaespora multilocularis | Aptroot & Sipman | 1993           |